# Albero di Jesse (Arcimboldo e Meda)
L'Albero di Jesse conosciuto anche come albero della vita è un affresco eseguito da Giuseppe Arcimboldo e Giuseppe Meda nel 1566 per il transetto meridionale del duomo di Monza.

## Storia
I membri della fabbriceria del duomo di Monza e l'allora arciprete, durante l'episcopato di san Carlo Borromeo, commissionarono il 28 maggio 1556 a Giuseppe Arcimboldi, e Giuseppe Lomazzo conosciuto come Meda, il dipinto che doveva decorare la parete di testa e la volta a crociera del transetto di destra della basilica. La volta doveva raffigurare gli evangelisti , mentre la parete il grande dipinto dell'albero della vita di Cristo. Le vele della volta raffigurano in quattro medaglioni inseriti su fondo dorato, gli evangelisti, ogni volta ha i costoni dipinti con ghirlande di fiori, frutti e nastri. La commissione voleva forse avvicinarsi al grande mosaico che era stato ultimato nel 1542 nella basilica di San Marco.
Il dipinto risulta fosse ultimato nel 1562. Successivamente fu parzialmente danneggiato con l'apertura di una finestre sulla sua sommità. Nel 1562 Meda fu nuovamente invitato a decorare la volta e la parete del transetto a sinistra con la raffigurazione di santi e angeli sulla volta e della vita di san Giovanni Battista sulla testata.

## Descrizione
Il grande affresco riprende l'albero di Jesse, motivo raffigurato già nel 1066 e frequente nell'arte cristiana fino al XV secolo. Rappresenta l'albero genealogico di Gesù a partire dal padre del re Davide, Iesse, il quale è di particolare importanza nelle tre religioni abramitiche, l'ebraismo, il cristianesimo e l'islam in modo schematizzato, riprendendo quanto scritto della genealogia di Gesù dal vangelo secondo Matteo. Molto difficile capire quale parte sia stata dipinta da ciascuno dei due artisti.
L'affresco raffigura, su fondo oro, un grande albero dove è posto centrale sul tronco, l'immagine di Cristo crocifisso. Ai piedi vi sono la Madre a sinistra e san Giovanni evangelista sul lato destro. Un'ulteriore figura maschile è posta distesa ai piedi dell'albero e potrebbe identificarsi nell'immagine di Iesse, il padre di Davide. Per altri potrebbe identificarsi in Adamo. L'albero prosegue con sei rami frondosi dove si trovano, seduti su troni di nuvola, i dodici re di Giuda, due per ogni ramo. Ognuno dei personaggi regge un cartiglio che inizia con Rex. L'affresco si concludeva con l'immagine di un pellicano che nutriva i suoi piccoli, purtroppo parte rimossa per l'apertura di una finestra. L'albero è frondoso e tra le grandi foglie nascono molti fiori e frutti.
L'affresco è ricco di simbologia. Riprendo quello che era stato il sogno di Iesse, il quale immaginò di essere il capostipite di una grande stirpe reale d'Israele. Questo riprenderebbe il medesimo soggetto eseguito negli ultimi anni Quattrocento da Matteo da Gualdo e ospitato nel Museo Civico di Rocca Flea.  Nel sogno Iesse, si trovò a essere un albero dai cui rami sarebbe poi nati tutti i suoi eredi, discendenti dai quali sarebbe poi nato il Salvatore. Il sogno ripropone Adamo addormentato, quando Dio prese una sua costola e da questa creò la donna, e dalla loro unione tutta l'umanità della terra. Il pellicano che era presente sulla sommità, rappresenta il sacrificio di Cristo per la salvezza degli uomini.